# Дюжиков, Александр Акимович
Александр Акимович Дюжиков (21 октября 1941, Ростов-на-Дону) ― советский и российский врач-хирург, главный кардиохирург Российской Федерации по Южному федеральному округу, доктор медицинских наук, профессор, Заслуженный врач Российской Федерации, Заслуженный деятель науки Российской Федерации. Руководитель Ростовского областного Центра кардиологии и сердечно-сосудистой хирургии. Почётный гражданин Ростовской области (2017).

## Биография
Александр Дюжиков родился 21 октября 1941 в городе Ростове-на-Дону. Отец Александра Акимовича ― фронтовик, полковник «СМЕРША», мама ― воспитатель. В 1949―1959 годах учился в средней школе. В 1959 году поступил в Ростовский государственный медицинский институт на лечебно-профилактический факультет, который окончил в 1965 году. Учителем и наставником Александра Акимовича Дюжикова был Партех Макарович Шорлуян ― хирург, учёный, профессор. К 100-летию со дня рождения известного ростовского хирурга П. М. Шорлуяна вышла книга «Профессор Шорлуян Партех Макарович: штрихи к портрету хирурга, ученого, Человека». Авторы книги ученики профессора: А. И. Маслов, И. И. Таранов, Б. М. Белик. В этой книге есть небольшой отрывок о П. М. Шорлуяне и его ученике А. А. Дюжикове:

Партех Макарович выбирал талантливых, увлеченных своей профессией студентов, доверял им, поручая работу на ответственных участках в экспериментальной лаборатории. Студенческая жизнь на кафедре и в хирургическом отделении практически не замирала круглые сутки. После трех-четырех часов дня появлялось второе дыхание, и бурная деятельность коллектива кафедры продолжалась. Одни студенты приходили на дежурство по «скорой помощи» в качестве санитаров, медицинских братьев. Это позволяло им не только поддерживать свое финансовое положение, но и приобщиться к вопросам диагностики, принять участие в операциях, а впоследствии стать великолепными хирургами, научными работниками, организаторами здравоохранения. Многим студентам была дана возможность как кружковцам определиться в выборе будущей специальности: одни шли дежурить в стационар, другие устремлялись в экспериментальную лабораторию. Партех Макарович не «играл» со студентами в хирургический кружок, а работал с ними всерьез, как с будущими хирургами. Это дало в кратчайшее время блестящие результаты. Так, будучи ещё студентом, Александр Акимович Дюжиков, освоив наложение сосудистого шва в эксперименте специальным «сшивающим» аппаратом, мог на равных участвовать в сложной операции, проведенной впервые на кафедре и, пожалуй, в Ростове профессором Партехом Макаровичем Шорлуяном, по удалению аневризмы брюшной аорты больному и замены её протезом. Больной выжил, его «демонстрировали» на хирургическом обществе.
Благодаря профессору П. М. Шорлуяну Александр Дюжиков увлёкся хирургией, имел уже достаточный практический опыт и по окончании Ростовского государственного медицинского института был назначен главным врачом и хирургом в Верхне-Соленовскую участковую больницу Багаевского района Ростовской области. Работал в этой больнице с 1965 года по 1967 год.
В 1967 году поступил в клиническую ординатуру на кафедру общей хирургии Ростовского государственного медицинского института и в 1968 году защитил кандидатскую диссертацию. В октябре 1968 года был призван в Советскую Армию, служил флагманским хирургом бригады подводных лодок на Черноморском флоте.
В 1970 году после службы в армии, Александр Акимович работал в городской больнице № 1 им. Н. А. Семашко
города Ростова-на-Дону и Областной клинической больнице хирургом, заведующим торакально-сосудистым отделением, затем возглавил отделение сердечно-сосудистой хирургии. Дюжиков А. А. в 1976―1978 годах одновременно занимал должность главного хирурга Областного отдела здравоохранения.
Александр Акимович в 1980 году защитил докторскую диссертацию.
В 1980 году Александр Акимович Дюжиков организовал и возглавил Ростовский областной центр кардиологии и сердечно-сосудистой хирургии, где трудится и по сей день.
Является автором около 300 работ по актуальным проблемам сердечно-сосудистой хирургии, в том числе шести монографий. Под его руководством выполнены четыре докторские и 9 кандидатских диссертаций, подготовил 25 специалистов высшей квалификации по сердечно-сосудистой хирургии. Александр Акимович является участником и организатором конференций по сердечно-сосудистой хирургии в СССР и Российской Федерации.

## Награды и звания
- Орден «Знак Почёта»
- Орден Пирогова (2025)[7]
- Заслуженный врач Российской Федерации
- Заслуженный деятель науки Российской Федерации
- Орден М. В. Ломоносова[3]
- Орден «Слава нации»[3]
- Медаль «В честь 250-летия города Ростова-на-Дону»[3]
- Золотая медаль В. И. Бураковского[1]
- Знак «За дальний поход» Министерства обороны СССР[3]
- Почётный гражданин Ростовской области (22 июня 2017)[4]

## Членство в организациях
- Член Учёного Совета Ростовского медицинского университета[3],

- Действительный член Европейской Ассоциации торакальных и сердечно-сосудистых хирургов[3],

- Член Президиума Всероссийского общества сердечно-сосудистых хирургов[3],

- Главный научный сотрудник отделения реконструктивной хирургии отдела приобретённых пороков сердца Научного Центра сердечно сосудистой хирургии им. А. Н. Бакулева РАМН[3],

- Действительный член Международной академии информатизации по медицине и биологии[3],

- Председатель комиссии по здравоохранению и социальной политике Общественной палаты Ростовской области[1].